# Die beste Depression der Welt
Die beste Depression der Welt ist der 2020 erschienene Debütroman der Autorin und Comedienne Helene Bockhorst.

## Handlung
Der Roman handelt von der 31-jährigen, kinderlosen Vera, die sich vor kurzem von ihrem Ehemann getrennt hat. Sie hat einen Buchvertrag mit einem Verlag geschlossen, um einen Ratgeber über Depressionen zu schreiben. Da Vera selbst in einer depressiven Phase steckt, fällt ihr das Schreiben schwer bzw. ist ihr tage- oder sogar wochenweise gänzlich unmöglich. In dieser Zeit liegt sie antriebslos im Bett und wird immer wieder von Suizidgedanken heimgesucht. Sie erinnert sich an ihre Kindheit. Schon als sechsjähriges Mädchen sehnte sie sich danach, von zuhause auszuziehen, um nicht mehr durch die bösartige Mutter, die selbst unter Depressionen leidet, gedemütigt oder misshandelt zu werden. Sie probiert verschiedene Dinge wie Meditation, Lachyoga oder eine Geisterbeschwörung bei einer Schamanin aus, um die Depression zu überwinden und endlich das Buch, welches ihr doch so sehr am Herzen liegt, schreiben zu können. Die Internet-affine Vera verwendet Datingplattformen, um zahlreiche Männer kennenzulernen und sehr schnell mit ihnen im Bett zu landen. In Japan erhofft sie sich durch den Besuch eines Shinto-Tempels spirituelle Erfahrung und besichtigt Aquarien des berühmten und von ihr verehrten Aquarianers Takashi Amano. Und schließlich beginnt Vera auf Initiative ihres Ex-Mannes eine Therapie bei einem professionellen Therapeuten. Halt findet Vera die meiste Zeit bei ihrer besten Freundin Pony, von der sie regelmäßig besucht wird und der sie sich ein wenig öffnet.

## Stil, Form und Figuren
Das Buch besteht bei einem Gesamtumfang von 320 Seiten aus 68 Kapiteln und einer Danksagung.
Die Kapitel tragen keine Titel und sind nicht nummeriert. Der Roman wird in der Ich-Form aus Sicht der Hauptperson Vera, die jedes Kapitel dominiert, erzählt. Ein Gespräch Veras mit einer Männerbekanntschaft in Japan legt nahe, dass Vera in Norddeutschland / Hamburg lebt und der Hauptteil der Handlung dort spielt. Wie folgendes Zitat belegt, ist der Ort der Handlung aber unerheblich: „Die meisten Geschichten ... könnten überall spielen, es ist vollkommen egal, in welcher deutschen Großstadt man gerade vor sich hinschimmelt.“ Außerdem gibt es noch zwei Urlaubsreisen, die Vera nach Ägypten und Japan führen.
Im Roman wird nicht explizit angegeben, wann die Haupthandlung spielt, aber Teile der Handlung (Veras Japanreise) basieren auf Erlebnissen, die die Autorin als 31-Jährige auf einer Reise nach Japan im August 2019 hatte. Im Haupthandlungsstrang wird erzählt, wie Vera aufgrund ihrer Depression und der daraus resultierenden Lethargie daran scheitert, einen Ratgeber über Depressionen zu schreiben. In zahlreichen, chronologisch ungeordneten Nebensträngen, die lose mit der Haupthandlung verbunden sind, reflektiert Vera selbstkritisch ihr Leben von der Kindheit über die Schulzeit, das Studium, das Berufsleben bis hin zu Spekulationen über ihre Zukunft, in der sie sich beispielsweise als gefeierte Autorin in Talkshows sitzen sieht.
Die wichtigste Nebenfigur des Romans ist Pony, Veras beste Freundin. Innerhalb der Haupthandlung führen die beiden Frauen zahlreiche Gespräche miteinander, in denen oft Vera und ihre Gedanken im Mittelpunkt stehen und ihr Verhalten auch mal von Pony kritisiert wird.
Aus Veras familiärem Umfeld wird vor allem ihr Großvater respekt- und liebevoll beschrieben und ebenso Sara, die geistig behinderte Schwester. Ihr wird im Roman deutlich mehr Raum gegeben als dem Großvater. Noch mehr Raum wird den Eltern eingeräumt. Bei der depressiven Mutter wird vor allem ihr Fehlverhalten gegenüber den beiden Töchtern thematisiert. Der Vater wird als ein überforderter Mensch dargestellt, der nicht willens oder in der Lage ist, Vera genügend Beachtung zu schenken und ihr keinen Schutz vor der Mutter bietet.
Anton, Veras Ehemann, wird in etlichen Kapiteln erwähnt, aber meistens nur beiläufig oder in Mini-Episoden. Von ihm und seinen Eigenschaften als eigenständige Person wird so gut wie nichts berichtet, denn – so erfährt man aus dem Buch – das Ehepaar hat aneinander vorbeigelebt. Dazu passt auch das Zitat: „Anton kennt mich [Vera] überhaupt nicht.“
Neben den fiktiven Romanfiguren erinnert das Buch an ungefähr 30 reale (historische) Personen. Viele von ihnen sind Künstler – überwiegend Schriftsteller. Etliche dieser Künstler waren Leidensgenossen der Autorin und litten wie sie unter Depressionen. Besonders häufig und in zahlreichen über das Buch verstreuten Fragmenten wird die Schriftstellerin Sylvia Plath erwähnt, die mit der Protagonistin viele Gemeinsamkeiten teilt und die Vera schon als 11-Jährige bekannt war. Dem anderen Seelenverwandten, Franz Kafka, sind dagegen lediglich 6 Zeilen gewidmet. Eine weitere, häufig erwähnte Person, die aber nicht in das Muster der schwermütigen Künstler passt, ist der Japaner Takashi Amano. Mit ihm teilt Vera das Interesse an der Aquaristik.
Fiktive Personen (unvollständige Aufzählung):
- Vera: Depressive, 31-jährige, kinderlose Frau und Protagonistin des Romans. Da mehrere Versuche sich umzubringen scheiterten, kommt sich die frühere Musterschülerin dumm vor.[Pos 8] Einmal nahm sie so viele Tabletten, bis sie gar kein Bedürfnis mehr hatte zu atmen. Während dieses Nahtoderlebnisses sah sie einen Bahnhof und das Wort „Reise“ drängte sich ihr ins Bewusstsein.[Pos 9]
- Mutter: Neben Depressionen litt sie auch an anderen Dingen, bürdete ihr Leid gerne mal ihrer minderjährigen Tochter Vera auf[Pos 10] oder drohte, sie totzuschlagen.[Pos 11] Manchmal hat sie sich aber auch Mühe gegeben, mit Vera gebastelt, ihr Geschenke gemacht und sie umarmt.[Pos 12]
- Vater: Als Selbstständiger setzte er im Laufe von Veras Kindheit drei Geschäftsideen in den Sand.[Pos 13] Sie wünscht sich, von ihm gesehen und verstanden zu werden.[Pos 14] Als Veras Mutter im Sterben liegt, hat sie für einen Augenblick die Hoffnung, dass doch noch eine Verständigung mit ihm möglich sein könne.[Pos 15]
- Sara: Die geistig behinderte Schwester bekam von den Eltern alles, was sie sich wünschte, wie Vera meinte. Daher war Vera oft neidisch auf sie und wünschte sich manchmal heimlich, dass Sara sterben möge.[Pos 16]
- Großvater: Er las seiner Enkelin Vera zahlreiche Märchen vor als sie noch klein war und sie wieder mal für mehrere Tage bei den Großeltern abgegeben wurde.[Pos 17] Er starb, als sie 16 Jahre alt war.[Pos 18] Am Sterbebett wussten beide nicht wie sie sich voneinander verabschieden sollten und sprachen stattdessen nur über Belanglosigkeiten. Sie hatte ihn geliebt. In einem Abschiedsbrief erlaubte er ihr, dass sie sich so viele von seinen Büchern aussuchen durfte, wie sie wollte.[Pos 19] Vera wählte 19 Sex-Ratgeber. Die Ratgeber schien der ehrgeizige Großvater gründlich durchgearbeitet zu haben. Er hatte wohl durch kontinuierliche Vorbereitung optimale Ergebnisse erzielen wollen.[Pos 20]
- Großmutter: Veras Großmutter litt lange Zeit an schweren Depressionen.[Pos 21] In einem Brief bat sie ihre Enkelin, sich mit ihrer Mutter zu versöhnen. Zwar liebt Vera ihre Großmutter und teilte ihr dies auch mit, aber schrieb ihr ebenso, dass sie ihr diese Bitte nicht erfüllen könne. Da eine Antwort der Großmutter ausblieb und Vera es nicht gelang, einen weiteren Brief zu formulieren, kam kein weiterer Kontakt der beiden mehr zustande.[Pos 22]
- Urgroßmutter: Vera lernte ihre Urgroßmutter nie kennen, erfuhr aber durch ihre Großmutter, dass auch diese Ahnin an Depressionen gelitten hatte. Vera fragt sich, was ihre drei weiblichen Vorfahren dazu brachte, Kinder zu kriegen und dieses Leid über Generationen ihren jeweiligen Nachkommen aufzubürden.[Pos 23]
- Pony: Veras beste Freundin ist eine schöne, kluge, 30-jährige Frau, die halbtags Schulkinder betreut. Sie leidet „grundlos“ an Depressionen und war deshalb schon in therapeutischer Behandlung. Als offene Frau macht sie – zur Verwunderung von Vera – daraus  kein Geheimnis. Pony hat einen Roman mit einer depressiven Hauptfigur geschrieben, findet aber keinen Verlag, der ihn veröffentlichen will. Es gibt zwar Interesse an dem Stoff, aber es wird ein „plausibler“ Grund für die Depression der Protagonistin vermisst.[Pos 24][Pos 25][Pos 26]
 Pony bringt mit manch penetranter Frage Vera hin und wieder in Verlegenheit.[Pos 27] Sie ist die einzige Person, die Vera um sich haben kann, wenn es ihr schlecht geht.[Pos 28] Pony verwandelt sich für Vera in ein fremdes Wesen, als sie erfährt, dass Pony schwanger ist.[Pos 29]
- Pepe: Der Kursleiter eines Yogakurses leitet seine Schüler mit Meditationsübungen zum Entspannen an. Für Vera eine weitere Aufgabe, die es zu erledigen gilt. Sie verkrampft. Ihr kommen Suizidgedanken in den Sinn und sie spürt, dass sie hier nur ihre Zeit verplempert.[Pos 30]
- Daniela: Die mit Pony befreundete Frau ist schwanger und versucht mit allerlei Argumenten Vera davon zu überzeugen, auch ein Kind auszutragen. Vera empfindet diesen Missionierungsversuch als übergriffig. Im Moment möchte sie sich nicht vorstellen, die nächsten achtzehn Jahre damit zu verbringen ein Kind davor zu bewahren sich absichtlich oder unabsichtlich umzubringen.[Pos 31]
- Nico: Daniela stellt Vera ihren Freund Nico als die „Liebe ihres Lebens“ vor und beginnt mit ihm zu flirten. Vera ist die Situation unangenehm und sie empfindet dies als ekelhaft und übergriffig.[Pos 32]
- Anton: Veras Ehemann, ist der Mensch, der ihr mal am wichtigsten war. Sie war sich vollkommen sicher, dass ihn zu heiraten die richtige Entscheidung gewesen sei. Er hätte gerne ein Kind von ihr. Heute versteht sie nicht, wie man so viel Zeit miteinander verbringen und so aneinander vorbeileben kann. Vera gibt sich die Schuld, dass Anton sie überhaupt nicht kennt und dabei geht ihr jedes liebe Wort, das sie sich mal gesagt haben, und jedes einzelne Versprechen, das sie sich gemacht haben, im Kopf herum. Obwohl es sie beide schmerzt und Anton ihr erklärt, nicht zu wissen wie er eine Trennung aushalten soll, beschließt Vera, aus der gemeinsamen Wohnung auszuziehen. Antons Vorschlag einer Paartherapie lehnt sie ab. Nach mehreren Monaten des Getrenntseins, informiert sie ihn, dass sie die Scheidung wünscht, was er bedauert, aber akzeptiert.[Pos 33][Pos 34][Pos 35][Pos 36][Pos 37]
- Ken: Von Beruf Baumpfleger, ein echter Freund und einer der wenigen Männer des Romans, mit dem Vera nicht ins Bett geht. An seiner Schulter kann sie sich ausweinen und Trost finden. Ihm erzählt sie von ihren Schuldgefühlen gegenüber ihrer Schwester und ihrem Ehemann. Auch er rät ihr – ebenso wie ihr Mann – zu einer Therapie.[Pos 38][Pos 39]
- Karl: Ein Kampffisch, den Vera in einem Aquarium hält. Er hat eine beruhigende Wirkung auf sie und ist manchmal ihr einziger „Ansprechpartner“ in schweren Stunden.[Pos 40][Pos 41]
- Abraxas und die stellvertretende Schulleiterin: Bei der Einschulungsuntersuchung wurde Vera von der stellvertretenden Schulleiterin genötigt, ein Gespräch mit einem Plüschraben zu führen. Vera antwortete daraufhin nur einsilbig, worüber sich ihre Mutter auf der Heimfahrt aufregte. Die Schule bewertete Vera als verhaltensauffällig und empfahl die Sonderschule.[Pos 42]
- Florian: Lektor, der Vera zu motivieren versucht, an ihrem Buch zu arbeiten; sie fühlt sich von ihm unter Druck gesetzt.[Pos 43][Pos 44]
- Karsten: Ex-Freund, dessen leichte Ähnlichkeit mit Anton Vera anziehend findet. Sein ungewöhnliches Vorspiel dauert ihr viel zu lange und entspricht auch sonst nicht ihren sexuellen Wünschen.[Pos 45]
- Jens: Der Mitbewohner von Karsten stellt sich der entsetzten Vera selbst vor und streckt ihr zur Begrüßung die Hand entgegen, während sie unbekleidet und nur von einer Bettdecke verhüllt im Bett liegt. Zögernd zieht Vera, die noch ganz vom Sex mit Karsten verzaubert ist, ihre klebrige Hand unter der Bettdecke hervor und schüttelt ihm die Hand.[Pos 46]
- Geistesgestörter: Namenloser Ex-Freund, der ähnlich wie Vera zu lange grübelte und dann wahnsinnig wurde.[Pos 47]
- Pablo: Ex-Freund, ein robuster, gutartiger Kerl ohne allzu viel Innenleben. Vera lebte mit ihm zwei Jahre lang glücklich und zufrieden in einer 2-Zimmer-Wohnung, bis ihr eines Tages auffiel, dass er strohdumm ist. Er bevorzugt Computerspiele, anstatt mit Vera ins Kino zu gehen. Wegen seiner gegelten und mit Sprühlack behandelten Haare ging er nur an speziellen Tagen unter die Dusche. Daher war es einmal für Vera nicht möglich, spontan Sex mit ihm zu haben, da er nur frisch geduscht mit ihr ins Bett wollte. Dass Vera ihn (wegen eines anderen, der mehr als er an Sex interessiert war) verließ, schien ihn emotional nicht im Geringsten zu berühren.[Pos 48]
- Guter Bekannter: Die E-Mail-Bekanntschaft war für Vera eine herbe Enttäuschung, da sie aus der Nähe komisch roch. Daher beendete Vera die Beziehung relativ schnell. Der Bekannte gab vor, dass ihm das Aus gut passen würde, da seine Freundin in Kürze aus dem Urlaub zurückkäme.[Pos 49]
- Philipp: Ex-Freund (Bodybuilder), der mit viel Sex versucht, Vera von einer Trennung abzuhalten.[Pos 50]
- Älterer Mann: Der Mann, mit dem sich Vera im Park verabredet hat, entschuldigt sich mehrfach, dass er gerade nicht gut in Form sei. Vera ist davon genervt. Sie möchte dem Fremden nicht erklären, dass er trotzdem ein wertvoller Mensch sei, zumal sie noch nicht einmal selbst daran glaubt. Stattdessen bringt sie ihn dazu zu ihm nach Hause zu gehen. Der Sex mit ihm zieht sich endlos in die Länge und sie fühlt sich wundgescheuert. Sie will ihn stoppen, aber als sie sieht wie glücklich er ist, lässt sie ihn gewähren. Vera ist es leid, Dates zu haben, die nur für einen von beiden gut sind; jedenfalls, wenn nicht sie diese Person ist.[Pos 51]
- Norddeutschland-Fan: Da Vera in Japan über OkCupid keinen paarungswilligen Japaner findet, verabredet sie sich mit einem Deutschen. Sie besuchen zusammen ein Aquarium, das von Takashi Amano eingerichtet wurde. Der Mann erzählt Vera begeistert von Hamburg und seinem Besuch der Reeperbahn. Vera hasst Lokalkolorit. Sie würde mit ihm gerne über die Pflanzen des Aquariums sprechen, stößt bei ihm aber nur auf Unkenntnis und Desinteresse. Vera beschließt, mit ihm keinen Sex zu haben, er dagegen unternimmt Annäherungsversuche.[Pos 52]
- Kathi: Vera war unzufrieden mit ihrer Putzfrau und kündigte ihr. Da sie aber selbst nicht die Kraft hat ihre Wohnung sauber zu halten, bucht sie Kathi als Aufräumcoach. Als diese mit Entsetzen die vermüllte Wohnung sieht, rät sie Vera vorsichtig, sich eine Putzfrau zu suchen.[Pos 53]
- Wendy: Die Lachyoga-Kursleiterin trifft sich mit ihrer Gruppe in einem Café und beginnt mit ihrer wenig überzeugenden Ansprache. Eine Rentnerin verlässt daraufhin wortlos die Versammlung. Vera hätte es ihr gerne gleich getan, traut sich aber nicht.[Pos 54]
- Annika: Die jüngere Lachyoga-Teilnehmerin, die sich eigentlich einer Wandergruppe anschließen wollte, fühlt sich wie Vera in der Gruppe völlig fehl am Platz. Gemeinsam können beide herzlich über die albernen Übungen lachen.[Pos 55][Pos 56]
- Luisa: Dieser Frauenname steht für keine Person, sondern die Frage „Ist Luisa hier?“ fungiert als Code, um bei Belästigung ohne weitere Erklärung in Bars oder Clubs Hilfe vom Personal zu erhalten. Vera ist es unangenehm als ihr Frauenarzt mit einem Spekulum ihre Geschlechtsöffnung aufdehnt und stellt ihm genau diese Frage; aber er reagiert nicht.[Pos 57][Pos 58]

Reale Personen (unvollständige Aufzählung):
- Jeanne d’Arc (Jungfrau von Orléans): Die französische Nationalheldin wurde auf dem Scheiterhaufen verbrannt. Eine flambierte Crème Brûlée [sic] wäre unter dem Namen der Nationalheldin in Veras ersonnenem Themenrestaurant erhältlich.[Pos 59]
- Kurt Gödel: Der berühmte Mathematiker (gestorben an Unterernährung) findet Aufnahme in Veras fiktiver Speisekarte als Magerquark.[Pos 59]
- Benjamin Guggenheim: Der US-amerikanische Geschäftsmann und einer der reichsten Männer der USA ertrank beim Untergang der Titanic. Auf Veras Speisekarte wird mit dem Gericht Soleier an ihn erinnert.[Pos 59]
- John Jacob Astor: Der US-amerikanische Geschäftsmann, Erfinder und Schriftsteller kam beim Untergang der Titanic ums Leben. Ihm widmet Vera ebenfalls das Gericht Soleier.[Pos 59]
- Erwin Schrödinger: Quantenphysiker, dessen Katze gleichzeitig lebendig oder tot sein kann; ähnlich wie Veras geliebte Großmutter, deren Zustand sie nur durch Nachfragen erfahren könnte – was sie sich jedoch nicht traut. Ebenso ist sich Vera unsicher, ob die Beziehung zu ihrem getrennten Mann endgültig tot ist, da sie seine zahlreichen Kontaktversuche ignoriert und somit einer Klärung aus dem Weg geht.[Pos 60]
- Salvador Dalí: Wegen ihres schlechten Gewissens lässt sich Vera doch noch von ihrem Mann zu der lange geplanten Ägypten-Reise überreden, obwohl sie sich schon vor über einem halben Jahr von ihm trennte.[Pos 61] Vera stellt sich vor, aus ihrem Luxushotel in die nahegelegene Wüste abzuhauen und dort in der Hitze wie eine verrückte Uhr des Malers Salvador Dalí (Surrealismus) zu zerfließen.[Pos 62]
- M. C. Escher: Der niederländische Künstler und Grafiker wurde durch Darstellungen von optischen Täuschungen bekannt; Vera muss beim Anblick der älteren Teilnehmerinnen des Lachyoga, wie sie Arm in Arm oder untergehakt zum Treffen erscheinen, an solch eine optische Täuschung denken.[Pos 63]
- Tracey Emin: Vera ist neidisch auf die Idee der Künstlerin, ihr verlottertes, ungemachtes Bett zum Kunstwerk zu erklären, nachdem sie während einer depressiven Phase tagelang im Bett lag und es dann als „My Bed“ in der Tate Gallery ausstellte.[Pos 64]
- Sylvia Plath: Die US-amerikanische Schriftstellerin (Suizid[Pos 65] durch Gas) ist neben Takashi Amano der interessanteste Mensch für Vera.[Pos 66] Wie Helene Bockhorst litt Sylvia Plath unter Depressionen und veröffentlichte einen halbautobiografischen Roman (Die Glasglocke). Auch in diesem Werk ist die Hauptperson eine junge Frau, die wie Vera etliche (enttäuschende) Männerbekanntschaften macht und deren Gedanken unablässig um die verschiedenen Möglichkeiten, Selbstmord zu begehen, kreisen. Eine therapeutische Behandlung verbessert ihren Zustand allmählich.
- Frieda und Nicholas Hughes: Die beiden Kinder Sylvia Plaths und ihres Ehemannes Ted Hughes verloren ihre Mutter im Kleinkindalter, als diese sich mit Gas und Schlaftabletten das Leben nahm. Für Vera ein Zeichen, dass selbst Muttergefühle keine Garantie dafür sind, keinen Selbstmord zu begehen.[Pos 67] Nicholas nahm sich als 47-Jähriger ebenfalls das Leben.
- Takashi Amano: Begründer der Natur-Aquaristik, erschuf das Iwagumi-Konzept.[2] Dabei werden natürliche Felsformationen oder -landschaften nachgestaltet.[Pos 68] Neben Sylvia Plath der interessanteste Mensch für Vera[Pos 66] und einer der Beweggründe, um nach Japan zu reisen und von ihm gestaltete Aquarien zu besichtigen.[Pos 69][Pos 70]
- Franz Kafka: Der deutschsprachige Schriftsteller ist – abgesehen von ein paar Kleinigkeiten, wie z. B. der Tatsache, dass er im Gegensatz zu Vera die Energie hatte, früh aufzustehen, um an seinem Buch zu schreiben – eigentlich wie sie, wie Vera meint.[Pos 7]
- Dostojewski: Ähnlich wie die junge Frau an ihre Oma aus der Novelle „Weiße Nächte“ des russischen Schriftstellers, fühlte Vera sich eine Zeit lang an ihren Ehemann angeheftet.[Pos 71]
- Susanna Clarke: In dem fantastischen Roman „Jonathan Strange & Mr. Norrell“ der namentlich nicht erwähnten britischen Schriftstellerin verspeist Jonathan eine Maus, um seine Frau aus der Apathie zurückzuholen. Als Vera eines Nachts hungrig ist und im Kühlschrank lediglich Frostmäuse findet, die die Schlange eines Ex-Freundes übriggelassen hatte, verspeist sie ebenfalls eine.[Pos 72]
- Kleist[Pos 65]: Wegen Geldsorgen und der stetigen Kritik an seinen Werken beging der deutsche Lyriker und Erzähler erweiterten Selbstmord. In seiner Novelle „Michael Kohlhaas“ fordert die Hauptfigur Gerechtigkeit ein und erreicht am Ende nur weiteres Unheil. Vera erinnert die Geschichte an das verhängnisvolle Festhalten ihrer Eltern an dem Moorgrundstück und den erfolglosen Versuch, es dauerhaft trocken zu legen.[Pos 73]
- Virginia Woolf: Die britische Schriftstellerin und Verlegerin war frigide. Ihre Ehe bezeichnete sie als glücklich. Sie litt an Depressionen und ertränkte sich.[Pos 65]
- Hemingway: Der depressive Schriftsteller von Weltruhm hat sich selbst umgebracht. Vera versteht das nicht und glaubt, wenn sie nur ein Buch veröffentlicht hätte, gäbe es für sie keinen Grund mehr, sich das Leben zu nehmen.[Pos 65]
- Edward Hopper: Das Bild Nighthawks des US-amerikanischen Malers kommt Vera beim Anblick einer kleinen Bar in den Sinn. Sie trifft dort auf zwei Männer. Einer von ihnen nimmt sie kurzerhand mit auf die Toilette und lädt sie zum Koksen ein. Danach sind alle Selbstzweifel verflogen. Sie ist die Beste und Schönste und kann alles erreichen, was sie möchte. Der Mann, der ihr den Stoff besorgt hat, ist super und der Sex mit ihm auch.[Pos 74]
- Marco Evaristti: Im Jahr 2000 stellte der dänische Künstler in einem Kunstmuseum funktionstüchtige Standmixer mit darin lebenden Goldfischen auf. Die Besucher wurden aufgefordert die Mixer anzuschalten. Manche kamen dieser Aufforderung nach und zerhäckselten damit die Fische. Das Museum sollte als Strafe für diese Kunstaktion 530 Mark zahlen. Sara hatte als Kind ihren Goldfisch aus Versehen zerrissen. Vera weiß noch, wie schlimm dies für ihre Schwester damals war und hält daher die Strafe für zu gering.[Pos 75]
- Gene Hathorn[3]: Der US-Amerikaner wurde für den Mord an drei nahen Familienangehörigen zum Tode verurteilt und wollte seinen Körper nach der Hinrichtung Marco Evaristti zur Verfügung stellen. Um die Todesstrafe zu kritisieren, plante dieser bei einer Kunstaktion den zu Fischfutter verarbeiteten Körper an Goldfische zu verfüttern. Vera vermutet aber, dass Evarestti lediglich Gerechtigkeit für die Fische wollte.[Pos 76]
- Stefan Zweig: Dr. B. aus der Schachnovelle des namentlich nicht genannten deutschsprachigen Schriftstellers und Pazifisten beschäftigt sich in seiner Gefängniszelle mangels Alternativen intensiv mit Schach und wird darüber allmählich wahnsinnig. Als Vera wegen eines Taifuns in ihrem Hotel in Japan ausharren muss, befürchtet sie ein noch schlimmeres Schicksal zu erleiden, da sie kein Schach kann.[Pos 77]
- Charles Baudelaire: Der französische Schriftsteller schrieb ein Gedicht, in dem jemand »den zerquälten Busen einer abgelebten Metze / küsst und isst«. Vera musste beim Lesen an den Busen ihrer Mutter denken und würgen. Als sie im Krankenhaus am Bett ihrer todkranken Mutter steht, überkommt sie Abscheu. Der Körper ihrer Mutter war ihr immer suspekt; vielleicht weil ihr zu oft eine trostspendende Umarmung vorenthalten wurde.[Pos 78]
- Amy Alkon: „Self respect is something you do“, liest Vera in einem Buch der US-amerikanischen Ratgeber-Kolumnistin, als sie sich mit dem Thema Selbstachtung auseinandersetzt. Wie man ein besseres Selbstbild entwickelt, hat Vera auch aus weiteren Büchern anderer Autoren erfahren. Sich selbst gut zu behandeln, werde die innere Einstellung zu sich positiv verändern, ist deren Ansicht.[Pos 79]
- Jillian Michaels: Vera sieht sich ein Fitness-Video der US-amerikanischen Fitnessexpertin und Medienpersönlichkeit an. Sie versucht, die Übungen nachzumachen, und sieht sich schon mit einem neuen, sportlichen Körper. Aber als sie nach zweieinhalb Minuten mit ihren Kräften am Ende ist, nimmt sie von diesem Gedanken Abstand. Sie will nicht ihren Körper ändern, sondern in einer Welt leben, in der jeder Körper so akzeptiert wird, wie er ist.[Pos 80]
- Marie Kondō: Weltweit bekannte, japanische Beraterin und Bestsellerautorin. Um sich zu motivieren, ihre vermüllte Wohnung in Ordnung zu bringen, schaut sich Vera die Serie Aufräumen mit Marie Kondō an. Als sie am Ende des Tages feststellt, dass sie fast nichts gemacht hat, außer Marie Kondō zu gucken, möchte sie weinen.[Pos 81]
- Walther: Nach dem Sex mit Carsten will Vera zurück in ihre eigene Wohnung. Sie habe noch Sachen zu tun, behauptet sie und klingt dabei wie die eine Frau aus der Doku-Soap Traumfrau gesucht, die versucht, Walther möglichst schnell loszuwerden. Vera ist überrascht, dass Carsten ihre Entscheidung ohne Widerworte akzeptiert und es zu keinem Streit kommt. Sie fragt sich, wie viele andere Dinge sie anderen Menschen zuliebe gemacht hat, die eigentlich niemand wollte.[Pos 82]
- Dorothea Tanning: Um sich selbst zu belohnen, bestellt Vera sich irgendwelche Sachen im Internet. Oft kann sie sich dann nicht aufraffen, die bestellten Dinge auszupacken. Und das Bild Birthday der US-amerikanischen Malerin, Bildhauerin und Schriftstellerin wird nicht aufgehängt. Wahrscheinlich deshalb schaut das kleine schwarze Tierchen, das darauf abgebildet ist, sie vorwurfsvoll an.[Pos 83]
- Caroline Calloway[4]: Wie Vera hat diese Instagram-Influencerin für das Schreiben ihres Debütromans einen Vorschuss erhalten und diesen bereits auch fast vollständig ausgegeben ohne ihren Roman fertiggestellt zu haben. Da Calloway nicht die Absicht hatte, ihren Roman selbst zu schreiben, sondern von einer Ghostwriterin, findet Vera es unfair mit dieser Hochstaplerin verglichen zu werden.[Pos 84]
- Epiktet[Pos 85]: Nach der Lehre des antiken Philosophen sollten äußere Ereignisse (Tod, Armut, Krankheit), die der Mensch nicht beeinflussen kann, in Gelassenheit und Zurückhaltung ertragen und als Gegebenheiten akzeptiert werden. Wer Probleme anderer – wie hier von Vera – beobachtet, neigt dazu, sie zu relativieren oder eine klare Lösung zu sehen. Wer jedoch selbst in einer schwierigen Situation steckt, sieht oft keine Lösung und verweilt in seinem Schmerz. Deshalb ist es nach Epiktet sinnvoll, Abstand zu nehmen und die Situation von außen zu betrachten, so als ob man eine andere Person sei.[5]
- Eckhart Tolle: Der deutsche Autor spiritueller Bücher war jahrelang obdachlos und schlief auf Parkbänken. In dieser Zeit konnte er den Moment fühlen und im Jetzt sein, wie er schrieb. Vera glaubt nicht, dass ihr Ehemann es zulassen würde, dass sie die Nacht auf Parkbänken verbringt, um spirituelle Einsichten zu gewinnen.[Pos 86]

## Danksagung
Am Ende des Buches bedankt sich die Autorin bei
- dem Ullstein Verlag und ihrer Lektorin Linda Vogt für das Vertrauen und das Geld
- ihrer Agentin Julia Jahn für die Motivation und dem Rücken freihalten
- ihrer Therapeutin für die Ermutigung sich auf der Bühne oder dem Papier auszudrücken
- Tino Bomelino und Andivalent für hilfreiche Gespräche, Steaks und Ideen

## Rezensionen
- Belletristik-Couch (Yannic Niehr) spricht eine Leseempfehlung für das Werk aus. Das Buch wird nicht nur als Roman gesehen, sondern „irgendwie“ auch als Depressionsratgeber. Gelobt wird, dass das Buch das schwierige Thema Depression dem Leser auf charmante, witzige und unverstellte Art und Weise näher bringt, ohne zu beschönigen, zu verklären oder zu belehren.[6]
- Der Literaturblog von Jan Drees spricht von einem veritablen, höchst unterhaltsamen Roman ohne Larmoyanz und vermutet, dass dieses Buch auch jene zum Lachen bringen kann, die gegen diese tödliche Krankheit (Depression) kämpfen.[7]
- Auch Renas Wortwelt lobt das Buch als gut und flüssig geschrieben. Die Figuren seien sympathisch und wirkten unglaublich authentisch. Im Gegensatz zu anderen Rezensenten empfindet sie das Buch nicht als witzig oder lustig, sondern eher als dunkel, schwermütig und teilweise sogar beängstigend.[8]
- Ein Potpourri von zum Teil längeren Rezensionen ist bei Goodreads zu finden. Bis auf wenige negative Stimmen ist der Gesamttenor der 16 (nichtprofessionellen) Leser positiv. Einzelne Leser fühlen sich allerdings nicht richtig abgeholt und vermissen (emotionalen) Tiefgang und Spannung. Andere hingegen loben das Buch als authentisch und empfinden die Gedankengänge und Grübeleien der Protagonistin als nachvollziehbar. Ein Leser lobt es mit den Worten: „Kein Buch über Depressionen ist wohl einfühlsamer.“[9]
- Ein Potpourri von noch längeren Rezensionen gibt es bei LovelyBooks. Sehr ausführlich und betont subjektiv äußert sich Floh. Sie fühle sich der Hauptfigur des Romans „ganz nah“ und die Autorin sei ihr „unglaublich sympathisch“. Die Rezensentin lobt den Galgenhumor und die Art und Weise, wie sehr ernste Dinge mit Situationskomik auf den Punkt gebracht werden. Schwierig finde sie die leichtfüßigen und wechselnden Bettgeschichten.[10]

## Die Autorin über ihr Werk
Helene Bockhorst äußerte sich in verschiedenen Interviews zu ihrem Roman. Sie erklärte, dass es sich bei dem Buch nicht um eine Autobiografie handele und Vera eine ausgedachte Figur mit einer erfundenen Lebensgeschichte sei. Aber die Gedanken und Gefühle, die geschildert werden, habe sie genau so erlebt. Sie teile die Liebe zu Zierfischen und bewundere den Begründer der Natur-Aquaristik, Takashi Amano. Wie Vera habe sie auch Probleme und Selbstzweifel beim Schreiben gehabt und es sei ihr schwer gefallen etwas Bleibendes zu schaffen und mit dem Ergebnis zu leben wie es ist. Teilweise hätte es sogar Momente während des Schreibens gegeben, wo sie geweint hätte, dachte sie müsse sterben und könne das Buch nicht abgeben. Sie selbst leide seit ihrer Kindheit unter Depressionen. Während ihres Studiums sei es ihr so schlecht gegangen, dass sie mehrere Versuche unternahm sich das Leben zu nehmen. Im Gegensatz zur Protagonistin ihres Romans habe sie wenig Zeit gehabt und fast immer abends nach ihren Shows im Hotelzimmer drei Seiten geschrieben. Ihre depressiven Phasen seien merklich kürzer als Veras und dauerten meistens ein bis zwei Tage. Danach sei sie wieder alltagstauglich. Wie sich die Depression für sie angefühlt habe, welche Sorgen und Ängste sie in den besonders schwierigen Phasen hatte, all das habe sie so schonungslos und ehrlich wie möglich aufgeschrieben, aber auch Wahrnehmungen von anderen Betroffenen, mit denen sie gesprochen habe, einfließen lassen. Sie selbst habe auch alles ausprobiert, was Vera gemacht hat (wie z. B. Meditationskurs, Lachyoga, Japan-Reise, Besuch einer Schamanin) – außer dem Kokainkonsum. Erst danach habe sie professionelle Hilfe in Anspruch genommen, wofür sie sich zunächst sehr geschämt habe. Bei ihr seien alle Symptome einer schweren Depression diagnostiziert worden. An manchen Tagen seien ihre Bühnen-Auftritte der einzige Grund gewesen aufzustehen und etwas anderes als einen Schlafanzug anzuziehen.
Mit ihrem Buch wolle sie vor allem Menschen erreichen, die wie sie immer wieder schlechte Phasen hätten. Sie versuche den Leuten zu zeigen, dass sie nicht allein sind und dass man sich für Depressionen auch nicht schämen müsse. Aber auch viele Menschen ohne Depressionen hätten ihren eigenen kleinen Abgrund. Und wenn diese bei einem anderen Menschen genauer hinschauten, wären sie vielleicht gezwungen, auch sich selbst zu betrachten, und würden dann bemerken, wo sie selbst möglicherweise gerade unglücklich seien.

## Videos über das Buch
Helene Bockhorst hat mehrere Videos über ihr Buch produziert. In den beiden ersten Videos – vor allem im zweiten – zeigt sich die Autorin von ihrer komödiantischen Seite.
- Der 6-minütige Videoclip zeigt die dezent gestylte Autorin mit ihrem Debütroman in der Hand. Sie sitzt auf einem Sofa und ist mit einem Schlafanzug bekleidet (wegen der „Authentizität“, wie sie beteuert). Im Hintergrund ist eine Tüte Bio-Kartoffelchips und eine Flasche Eierlikör zu sehen. In dem Clip stellt sich die Autorin kurz vor und bewirbt dann die Reihe #ullsteinliest[20] ihres Verlages. Danach liest sie zwei Abschnitte aus ihrem Roman vor. Passend zu ihrem Outfit trägt sie einen Teil der Seite 130 vor, wo die Protagonistin des Romans träge im Bett liegt und sich vorstellt produktiv zu sein. Danach springt sie zu Seite 136, der von ihrer Wut handelt, wenn sie sich vorstellt wie ihr Buch von irgendwelchen Hobby-Kritikern verrissen wird. Direkt danach folgt der Abschnitt, der von ihrem Wunsch handelt so zu sein wie Kafka. Das Video endet mit einem Aufruf an die Zuschauer ihren Roman zu kaufen, damit sie sich von dem Geld Eierlikör und Kartoffelchips kaufen kann.[21]
- In dem knapp 4 Minuten dauernden Videoclip präsentiert Helene Bockhorst sehr knapp, aber seriös den Inhalt ihres Werkes und kündigt die Reaktionen der ersten Testleser an. Bei vier von fünf „Testlesern“ handelt es sich um die Autorin selbst, die in verschiedenen Verkleidungen zu sehen ist. Sie schlüpft in drei verschiedene Frauen- und eine Männerrolle. Persifliert wird eine Esoterikerin, eine BDSM-Anhängerin, eine Netzaktivistin und ein „männlicher“ Mann. Alle „Testleser“ äußern sich sehr positiv und erklären, dass ihre Interessen von dem Buch abgedeckt werden. Der fünfte „Testleser“ (Tino Bomelino) ist der in einen grünen Ganzkörperanzug gehüllte „Generische Kunde“.[22] Er lobt das Aussehen des Buches überschwänglich, kritisiert aber das Gelb als Hintergrundfarbe. Das Video endet – wie das erste – mit dem Aufruf den Roman zu kaufen.[23]
- Bei dem knapp 20-minütigen Video aus dem Jahr 2020 handelt es sich um eine virtuelle Lesung. (Da die komplette Leipziger Buchmesse wegen Corona-Auflagen abgesagt wurde, fand auch die dort eigentlich mit Publikum geplante Veranstaltung nicht statt.) Helene Bockhorst befindet sich in ihrer Künstler-WG sitzend vor einer Kommode mit der eingeritzten Inschrift „Respekt & Liebe“. Darauf befindet sich ein illuminiertes Aquarium. Die Autorin stellt sich kurz vor und erwähnt ihre zwei Mitbewohner (Tino Bomelino und Andivalent). Dann beginnt sie die ersten beiden Kapitel (Seite 5 bis Seite 16) vorzulesen. Zum Abschluss erwähnt sie den Verlag ihres Buches.[24]
- In einem 5-minütigen TikTok-Video erzählt die Autorin, dass sie als Kind Bücher von John Grisham gelesen habe und in ihr die Idee reifte Anwältin und Bestsellerautorin zu werden. Nachdem sie einige Ratgeber für angehende Autoren gelesen hatte, verfasste sie, wie empfohlen, zahlreiche Manuskripte und Exposés und schickte diese an verschiedene Verlage. Da sie jedoch nie eine Zusage erhielt, gab sie ihren Traum auf und suchte sich einen „normalen“ Beruf. Später als sie anfing auf Poetry-Slams aufzutreten und dann als Comedienne, ging eines ihrer YouTube-Videos viral. Plötzlich hatte sie über 10.000 Fans und zwei Verlage meldeten sich bei ihr. Bei einem Treffen mit Leuten eines Verlages wurden alle ihre drei gut ausgearbeiteten Buchideen freundlich als unverkäuflich abgelehnt. Unvorbereitet und spontan schlug sie vor, einen Roman über eine Person zu verfassen, die unter Depressionen leidet und versucht einen Ratgeber über diese Krankheit zu schreiben, aber an dieser Aufgabe scheitert. Dieser Geistesblitz überzeugte den Verlag und nach Abgabe einer 30-seitigen Leseprobe erhielt sie einen Buchvertrag.[25]

## Ausgaben
- Die beste Depression der Welt. Roman (Hardcover). Ullstein, Berlin 2020, ISBN 978-3-550-20076-2 (320 S.).
- Die beste Depression der Welt. Roman (E-Book). Ullstein, Berlin 2020, ISBN 978-3-8437-2231-5 (320 S.).
- Die beste Depression der Welt. Roman (Taschenbuch). Ullstein, Berlin 2021, ISBN 978-3-548-06465-9 (320 S.).
- Die beste Depression der Welt. Hörbuch (gelesen von Helene Bockhorst, Länge: 8 Std. 31 Min.),  Audio Verlag München, 1. September 2020, ISBN 978-3-7484-0174-2.

## Schutzumschlag der gebundenen Ausgabe
Die Hintergrundfarbe des gesamten Umschlages ist gelb. Die Vorder- und Rückseite ist übersät mit Goldfischgläsern (umgedrehte Glasglocke), in denen sich jeweils ein einzelner Goldfisch befindet. Neben Nennung der Autorin, des Buchtitels und des Verlages (samt Eule, dem Logo des Verlages) auf der Vorderseite, gibt es noch den Text „Heutzutage genügt es nicht mehr, irgendeine Depression zu haben […]“ und das Wort „roman“.
Der vordere Klappentext enthält eine Reminiszenz an Kafka und zwei Zitate, die die Bühnenunterhaltung der Autorin erwähnen. Auf der hinteren Klappe ist ein Foto der Autorin zu sehen. Der Text darunter hebt die Comedienne als Gewinnerin des Hamburger Comedy Pokals hervor, die sich mit diesem Werk ihren Traum vom Bücherschreiben erfüllt.
Auf der Rückseite befindet sich eine kurze Inhaltsangabe des Buches, der mit folgendem Text beginnt:
„Vera war für fünf Minuten berühmt – nachdem sie versucht hatte, sich umzubringen, ging ihr Blog viral.“

## Zitierte Ausgabe
Helene Bockhorst: Die beste Depression der Welt. Roman. Gebundene Originalausgabe, Berlin Ullstein, 2020, ISBN 978-3-550-20076-2.
1. ↑  S. 226.
2. ↑  S. 69–73.
3. ↑  S. 206–215.
4. ↑  S. 221–240.
5. ↑  S. 305.
6. ↑  S. 223.
7. 1 2  S. 136–137.
8. ↑  S. 124.
9. ↑  S. 76.
10. ↑  S. 62.
11. ↑  S. 60.
12. ↑  S. 248.
13. ↑  S. 166–167.
14. ↑  S. 262.
15. ↑  S. 259.
16. ↑  S. 215.
17. ↑  S. 23.
18. ↑  S. 22.
19. ↑  S. 24.
20. ↑  S. 25.
21. ↑  S. 62.
22. ↑  S. 70.
23. ↑  S. 62.
24. ↑  S. 14–15.
25. ↑  S. 28.
26. ↑  S. 30–31.
27. ↑  S. 10.
28. ↑  S. 146.
29. ↑  S. 290.
30. ↑  S. 7.
31. ↑  S. 141–143.
32. ↑  S. 143.
33. ↑  S. 42–44.
34. ↑  S. 61.
35. ↑  S. 135.
36. ↑  S. 305.
37. ↑  S. 310–312.
38. ↑  S. 187–189.
39. ↑  S. 299–300.
40. ↑  S. 121.
41. ↑  S. 270.
42. ↑  S. 45–46.
43. ↑  S. 157.
44. ↑  S. 275.
45. ↑  S. 18–21.
46. ↑  S. 21–22.
47. ↑  S. 306.
48. ↑  S. 306–308.
49. ↑  S. 308–309.
50. ↑  S. 309.
51. ↑  S. 82–85.
52. ↑  S. 225–227.
53. ↑  S. 172–174.
54. ↑  S. 98–100.
55. ↑  S. 99.
56. ↑  S. 102.
57. ↑  S. 105.
58. ↑  S. 149.
59. 1 2 3 4  S. 230.
60. ↑  S. 69–70.
61. ↑  S. 69.
62. ↑  S. 72.
63. ↑  S. 99.
64. ↑  S. 38.
65. 1 2 3 4  S. 158.
66. 1 2  S. 66.
67. ↑  S. 63–64.
68. ↑  S. 261.
69. ↑  S. 207.
70. ↑  S. 212–213.
71. ↑  S. 43.
72. ↑  S. 78–79.
73. ↑  S. 168.
74. ↑  S. 114–118.
75. ↑  S. 216–217.
76. ↑  S. 217.
77. ↑  S. 222.
78. ↑  S. 255.
79. ↑  S. 170–171.
80. ↑  S. 179–182.
81. ↑  S. 171–172.
82. ↑  S. 194–196.
83. ↑  S. 277.
84. ↑  S. 189–190.
85. ↑  S. 11.
86. ↑  S. 134.